# فيليم فان لين
فيليم فان لين (1753 - 1825) هو رسام هولندي. ولد في دوردريخت وأصبح متخصصًا في الرسم الصامت.